# Günther Kasperski
Günther Kasperski (* 7. November 1936) ist ein ehemaliger deutscher Fußballspieler. Er absolvierte von 1958 bis 1963 als Mittelfeldspieler in den damals erstklassigen Fußball-Oberligen Südwest und Süd insgesamt 137 Pflichtspiele und erzielte dabei 35 Tore. In der zweitklassigen Fußball-Regionalliga Süd wird er beim SSV Reutlingen von 1963 bis 1973 mit weiteren 327 Ligaeinsätzen und 14 Toren geführt.

## Laufbahn

### Jugend, 2. Liga West und Oberliga, 1946 bis 1963
Fußballerisch wuchs Günther Kasperski in der Jugend vom FC Schalke 04 auf. Die ersten Erfahrungen auf höherklassiger Ebene sammelte der anfänglich zumeist als Halbstürmer im damals gebräuchlichen WM-System eingesetzte Spieler in den Runden 1956/57 und 1957/58 bei der SG Wattenscheid 09 in der 2. Liga West. Für das Team aus dem Lohrheidestadion absolvierte er unter Trainer Heinz Flotho insgesamt 23 Zweitligaspiele und erzielte dabei sieben Tore. Nach dem Abstieg der Wattenscheider im Sommer 1958 in das Amateurlager nahm er das Angebot von TuS Neuendorf aus der Südwestoberliga an und wechselte nach Koblenz. Für das Team aus dem Stadion Oberwerth debütierte er am 17. August 1958 bei einer 2:3-Niederlage beim FV Speyer in der Oberliga Südwest und trug sich sofort in die Torschützenliste ein. Neuendorf stieg als 15. der Abschlusstabelle am Rundenende in die 2. Liga Südwest ab. Der Neuzugang aus Wattenscheid hatte aber bei seinen 30 Ligaeinsätzen mit seinen 13 Toren auf sich aufmerksam gemacht und konnte zum ehemaligen Südwest-Serienmeister 1. FC Kaiserslautern wechseln.
Bei den „Roten Teufeln“ waren von den „Weltmeistern“ aus den 1954er-WM-Tagen in der Schweiz lediglich noch Horst Eckel und Werner Liebrich aktiv. Trainer Richard Schneider versuchte mit Kasperski und jungen Spielern aus den eigenen Reihen wie Jürgen Neumann, Dieter Pulter, Winfried Richter, Wolfgang Schnarr und Dieter Schönborn eine „Verjüngungskur“ durchzuführen. Der FCK belegte am Ende der Saison 1959/60 den fünften Rang und Kasperski hatte alle 30 Rundenspiele bestritten und elf Tore erzielt. In seinem zweiten Lauterer Jahr, 1960/61, erzielte Kasperski in 24 Ligaspielen fünf Tore und der FCK erreichte den vierten Rang. Das letzte Verbandsspiel trug die Betzenberg-Elf am 22. April 1961 aus. Der DFB-Pokal wurde zu Beginn der Hinrunde 1961/62 ausgetragen und Kasperski zog mit seinen Mannschaftskollegen nach Erfolgen gegen den Heider SV (2:0), Tasmania Berlin (2:1 n. V.) und einem 2:1-Auswärtserfolg bei Hamborn 07 in das Endspiel ein. Dieses wurde aber am 13. September 1961, an einem Mittwochabend unter Flutlicht, in der Gelsenkirchener Glückauf-Kampfbahn gegen den SV Werder Bremen mit 0:2 Toren verloren. In seiner dritten Saison beim FCK, 1961/62, erzielte der Halbstürmer in 23 Ligaspielen sechs Tore und Lautern belegte erneut, jetzt aber mit dem neuen Trainer Günter Brocker, den vierten Rang. Nach insgesamt 72 Pflichtspielen in der Oberliga Südwest mit 22 Toren nahm Kasperski vor der letzten Saison der alten regionalen Oberligaerstklassigkeit, 1962/63, das Angebot der Rot-Schwarzen vom Fuße der Alb, des SSV Reutlingen aus der Oberliga Süd an und wechselte in das von Landrat Hans Kern als „Macher“ angeführte Team.
Unter Trainer Georg Wurzer belegte der SSV mit Mannschaftskameraden wie Ulrich Biesinger, Karl Bögelein und Heinz Kostorz lediglich den 14. Rang. Kasperski hatte alle 30 Ligaspiele absolviert, war jetzt aber in die Abwehr gerückt. Da es für Reutlingen nicht zur Aufnahme in die neu installierte Fußball-Bundesliga zur Saison 1963/64 gereicht hatte, spielte er ab dieser Saison in dem regionalen Bundesligaunterbau der Regionalliga Süd.

### Regionalliga Süd, 1963 bis 1973
Im ersten Jahr in der Regionalliga Süd, 1963/64, belegte er mit Reutlingen den fünften Rang. In der Saison 1964/65 erreichten Kasperski und Kollegen hinter Meister und Bundesligaaufsteiger FC Bayern München die Vizemeisterschaft im Süden und waren damit für die Bundesligaaufstiegsrunde qualifiziert. Kasperski war in allen 36 Ligaspielen aufgelaufen und hatte an der Seite von Torjäger Knut Tagliaferri (21 Tore) und Flügelflitzer Rolf Thommes (15 Tore) fünf Treffer erzielt. Vor den eigentlichen Gruppenspielen der Bundesligaaufstiegsrunde fand noch zwischen dem Süd- und Nordvizemeister ein Qualifikationsspiel wegen des achten Teilnehmers statt. Am 16. Mai verlor der SSV mit 0:1 Toren beim FC St. Pauli und setzte sich am 23. Mai vor 12.000 Zuschauern im Stadion an der Kreuzeiche mit 4:1 Toren nach Verlängerung gegen das von Ingo Porges angeführte St. Pauli-Team durch. In beiden Spielen war Kasperski als rechter Läufer im Einsatz. Reutlingen erwies sich in den sechs Gruppenspielen als härtester Konkurrent für den späteren Aufsteiger Borussia Mönchengladbach. Knapp mit einem Punkt Vorsprung gegenüber Reutlingen setzte sich das Team vom Niederrhein, die „Fohlen“ von Trainer Hennes Weisweiler durch und stiegen 1965 gemeinsam mit Bayern München in die Bundesliga auf.
In der Saison 1967/68 belegte Reutlingen den 3. Rang, scheiterte damit knapp am erneuten Einzug in die Bundesligaaufstiegsrunde. Kasperski war in allen 34 Punktspielen dabei im Einsatz gewesen. In den nächsten Jahren ging es sportlich mit Reutlingen aber zuerst ins Tabellenmittelmaß, ehe in der Saison 1972/73 mit dem 17. Platz der Abstieg unter Trainer Milovan Beljin nicht verhindert werden konnte. Der 36-jährige Routinier Kasperski (32 Ligaspiele) und die reaktivierten ehemaligen Leistungsträger Herbert Ammer und Rolf Schafstall konnten den Absturz in das Amateurlager nicht verhindern. Mit insgesamt 327 zweitklassigen Regionalligaspielen (14 Tore) wird Günther Kasperski als Reutlinger Rekordspieler in der Statistik geführt.